# Carpinus monbeigiana
Carpinus monbeigiana är en björkväxtart som beskrevs av Hand.-mazz. Carpinus monbeigiana ingår i släktet avenbokar, och familjen björkväxter. Inga underarter finns listade.